# Seròs
Seròs – gmina w Hiszpanii, w prowincji Lleida, w Katalonii, o powierzchni 85,88 km². W 2011 roku gmina liczyła 1907 mieszkańców.